# Obedjiwan
Obedjiwan 28 (Opitciwan en atikamekw) est une réserve indienne enclavée dans l'agglomération de La Tuque au Québec. Elle est habitée par les Atikamekw d'Opitciwan.

## Toponymie
Le nom atikamekw « Opitciwon » signifie « la riviere qui monte courant du détroit ». Opitciwan est le nom d'Obedjiwan dans l'orthographe atikamekw standardisée.

## Géographie
La réserve Obedjiwan est située sur la rive nord du réservoir Gouin, à 143 km (en ligne directe) au sud de Chibougamau, à 118 km (en ligne directe) au nord de Wemotaci et à 217 km (en ligne directe) au nord-ouest de La Tuque.
La réserve est située entre lac Kamitcikamak (à l'ouest) et la baie Wapisiw (à l'Est). En face (côté sud), il y a la pointe Martel-Kiwam qui s'avance dans le lac Toussaint.
La réserve est enclavée dans le territoire de La Tuque.
Cette communauté Atikamekw est la plus isolée de cette nation au Québec et au Nitaskinan.
Elle est accessible par un long chemin forestier de gravier de 166 km, qui rejoint vers l'est la Route 167 (Québec), reliant Saint-Félicien à Chibougamau (au km 84). De là, la distance par la route pour atteindre Chibougamau est de 94 km. À partir d'Obedjiwan, la route forestière 1045 atteint vers l'ouest la route forestière 1009, construite dans l'axe nord-sud pour contourner le Réservoir Gouin par l'ouest; cette route remonte jusqu'à Chapais. La distance routière entre Obedjiwan et La Tuque est de 319 km, grâce à une route forestière contournant le Réservoir Gouin du côté Est. La distance Obedjiwan-Senneterre est de 260 km. Contrairement à il y a plusieurs années, l'avion est rarement utilisé pour les déplacements, la route forestière étant entretenue toute l'année.

## Histoire

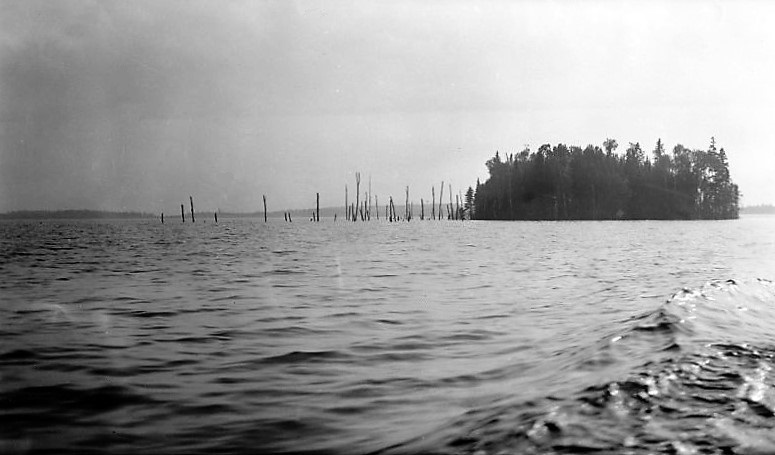
Lac Obijuan, 1942.

Le territoire de la partie supérieure de la rivière Saint-Maurice avait longtemps été la patrie des autochtones Atikamekw. Situé dans le cours supérieur de la rivière Saint-Maurice le secteur a été inondée à la suite de l'érection en 1918 du barrage Gouin . Le lac Obedjiwan était situé le long d'importants parcours de canotage pour atteindre le lac Saint-Jean par le lac Necouba ou la baie James. Au XVIIe siècle, et peut-être beaucoup plus loin dans la préhistoire autochtones, les rives de ce lac étaient un lieu de rassemblement et d'interaction sociale, économique et culturelle pour les Atikamekw, ainsi que d'autres populations autochtones (Innus, Anishnaabeg) des zones environnantes. Les Atikamekw se procuraient notamment le blé, la farine, des outils et peut-être des armes à feu des Hurons-Wendats, en échange de peaux d'orignaux ou de castors.

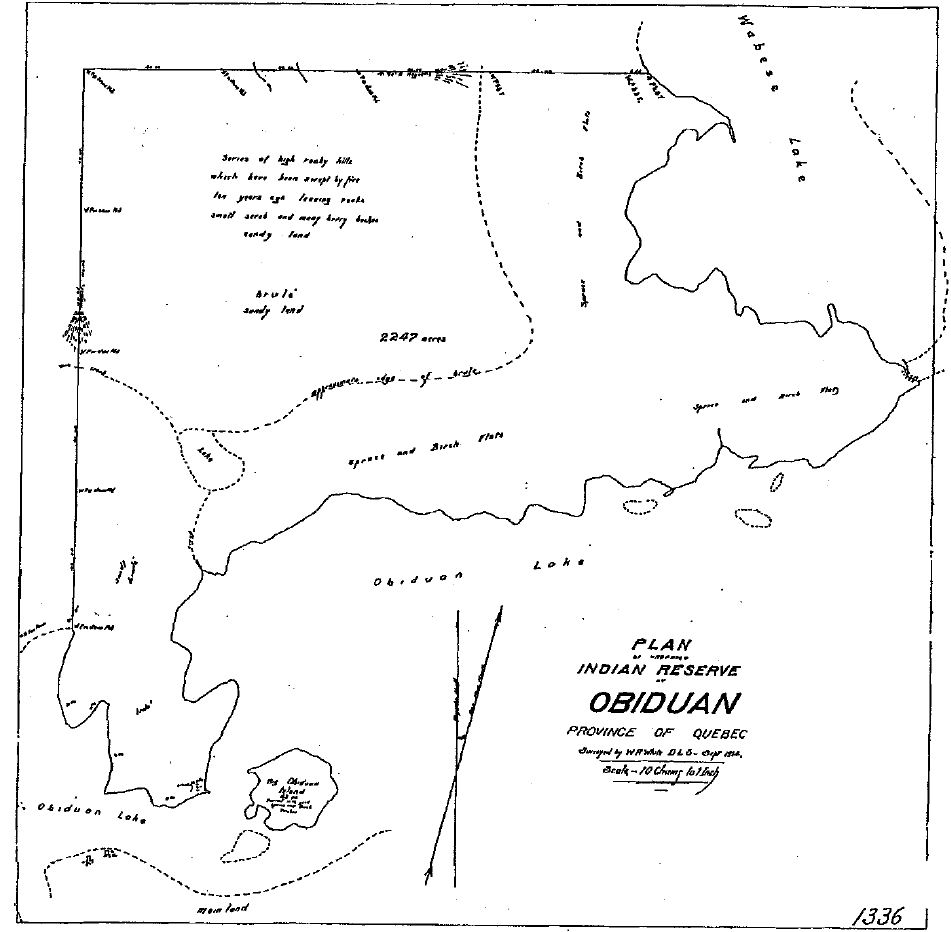
Carte de la réserve prévue d'Opitciwan en 1914.

En 1825, la Compagnie de la Baie d'Hudson (HBC) et la « King's Posts Company » ont établi des postes de traite sur le lac Obedjiwan, qui a attiré rapidement les chasseurs autochtones, non seulement de la région, mais aussi de l'Est de la baie James et de la partie supérieure de la région de la rivière Outaouais. En 1840, la Compagnie de la Baie d'Hudson a déserté le lac Obedjiwan et pour s'établir à Kikendatch Lake (maintenant désigné Baie Kikendatch à la sortie du réservoir Gouin). En 1911, la HBC a retransféré son comptoir de traite de Kikendatch vers le lac Obedjiwan, provoquant un retour des Atikamekw dans la région. La HBC avait alors choisi de s'éloigner de postes concurrents qui ont sapé son commerce à Kikendatch tandis que les Atikamekw aimaient éviter les gens d'origine européenne qui devenaient de plus en plus nombreux dans le sud. À cette époque, la communauté n'avait pas de véritable site permanent bien que les Oblats ont construit une chapelle en 1916 ; elle était située sur la rive gauche de la rivière Saint-Maurice en face de la poste de la HBC, séparés par le détroit d'Obedjiwan.
Jadis, la communauté autochtone d'Obedjiwan (s'écrivant Opiticiwan en langue atikamekw) était la seule communauté à vivre dans la zone actuellement inondée du Réservoir Gouin, en Haute-Mauricie. Cette communauté vivait près du lac Obedjiwan (au nord du Réservoir Gouin). À la suite de l'érection en 1916-1917 du premier barrage "la Loutre" (situé à la tête de la rivière Saint-Maurice), la mise en eau du réservoir entraina l'inondation du secteur (dont des centaines de lacs, dont le lac Obediwan, l'ancien village et des sites archéologiques). Un nouveau village, érigé à 3 kilomètres plus à l'ouest a été construit qu'en 1925, à la suite de négociations avec la Commission des eaux courantes de Québec.
Conséquemment, les résidents ont abandonné leur ancien secteur pour construire leur village Obedjiwan sur le site actuel. Initialement, le barrage de retenue avait été désigné "La Loutre", avant l'appellation Gouin attribuée en 1948 à la suite du rehaussement du barrage. Ce rehaussement visait à détourner vers le Sud (donc vers la rivière Saint-Maurice) les rivières Mégiscane et Suzie, lesquelles coulaient naturellement vers la baie James, située au Nord.
Le 31 décembre 1941, le gouvernement du Québec a proclamé la Loi sur les terres et forêts qui octroyait ces terres au profit des « Indiens ». Le 14 janvier 1944, une superficie de 2 290 acres (9,27 km2) dans le canton géographique de Toussaint a été transférée du gouvernement du Québec au gouvernement du Canada. Cette zone a été officiellement désignée la « réserve indienne Obiduan » le 21 mars 1950. Il a été renommé en « réserve indienne d'Obedjiwan » le 23 janvier 1964.

### Historique foncier
- 1941-12-31 : Loi de 1941, réservation de terres n’excédant pas 133 550 hectares (330 000 acres) au bénéfice des Indiens par le transfert de l’usufruit.
- 1943-10-27 : Arpentage des terres pour la réserve de Obedjiwan, Canton de Toussaint (projeté), Bloc A. Superficie : 926,72 hectares (2 290 acres).
- 1944-01-14 : Arrêté en conseil 160, transfert de régie et d’administration du gouvernement du Québec au gouvernement du Canada. Canton de Toussaint (projeté), Bloc A. Superficie : 926,72 hectares (2 290 acres).
- 1950-03-21 : Arrêté en conseil 1458, mise de côté du bloc acquis (1944) par le gouvernement du Canada pour l’usage des Indiens.

Situation actuelle
- Canton de Toussaint (projeté), Bloc A, acquis en vertu de la Loi de 1941. Transfert de régie et d’administration du gouvernement du Québec au gouvernement du Canada. par l’arrêté en conseil 160 (1944-01-14). Superficie : 926,72 hectares (2 290 acres)[5].

## Démographie
Les habitants d'Obedjiwan sont des Attikameks.
| 1991  | 1996  | 2001  | 2006  | 2011  | 2016  | 2021  |
| ----- | ----- | ----- | ----- | ----- | ----- | ----- |
| 1 125 | 1 464 | 1 666 | 1 782 | 2 031 | 2 019 | 1 991 |

## Conseil de bande
La réserve est administrée par le conseil de bande des Atikamekw d'Opitciwan. Celui-ci est composé d'un chef, d'un vice-chef et de cinq conseillers. Le chef actuel, élu en 2011, est Christian Awashish. Le vice-chef est Jean-Claude Méquish, élu en 2015. Il est le fils de l'ancien chef d'Opitciwan Paul Mequish, décédé en 2012. Les conseillers(e) sont Philippe Dubé, Sonia Chachai, Clément Clary, Ronny Chachai et Roger Chachai (réélu en 2015). Les membres ont un mandat de 4 ans. Octobre 2020, le nouveau chef est Jean-Claude Mequish, élu en 2019, vice-chef, Ronnie Chachai. Septembre 2023, le Chef Jean-Claude Méquish est réelu pour un mandat de quatre ans, Carole Jean-Pierre est élue Vice-Cheffe ainsi que les Conseiller-ères Yvan-Rock Awashish, Martine Awashish, Billy Cleary, Régina Chachai et Cécile Mattawa.

## Galerie

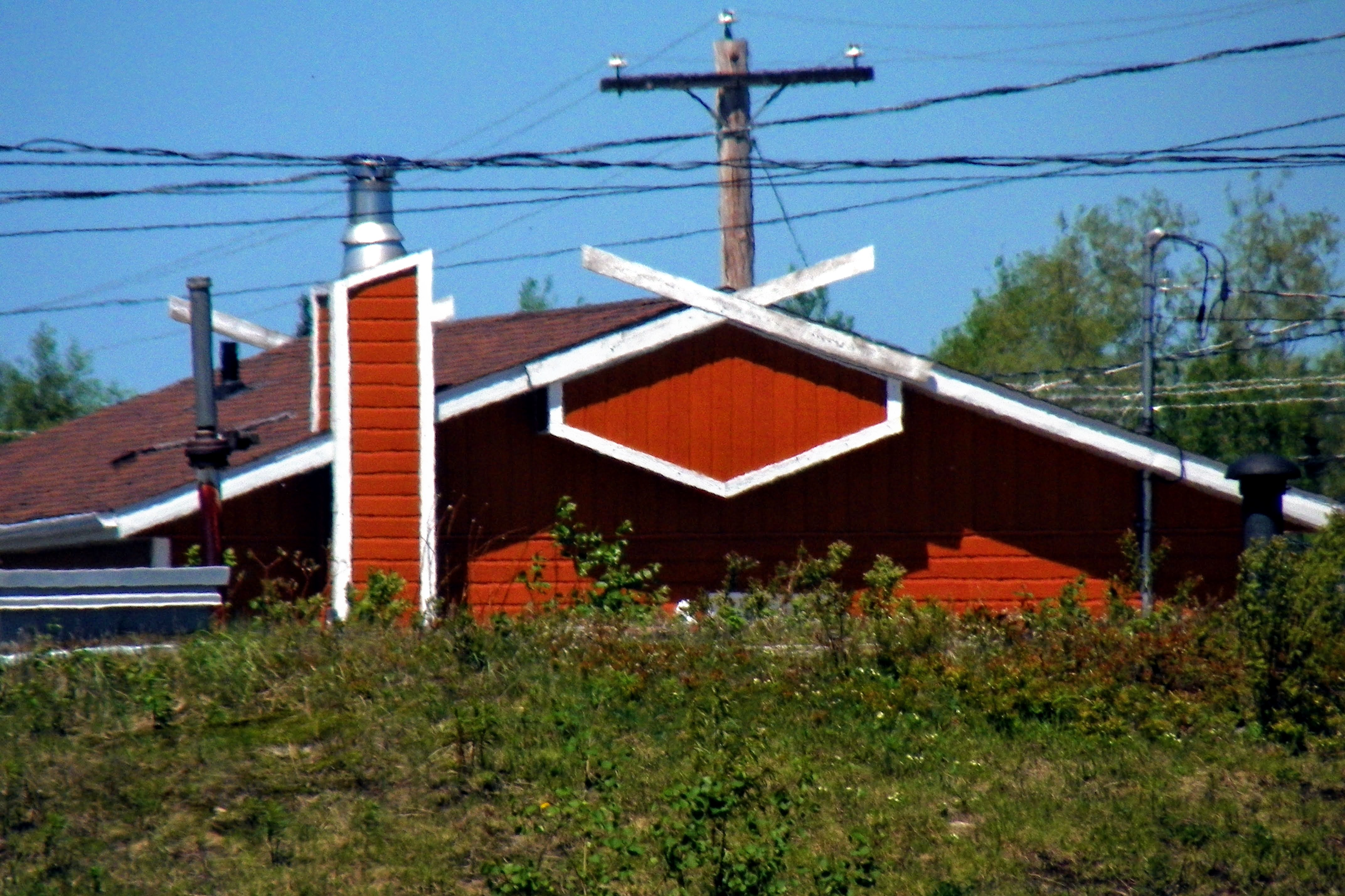
Éléments architectoniques caractéristiques des maisons d'Obedjiwan.
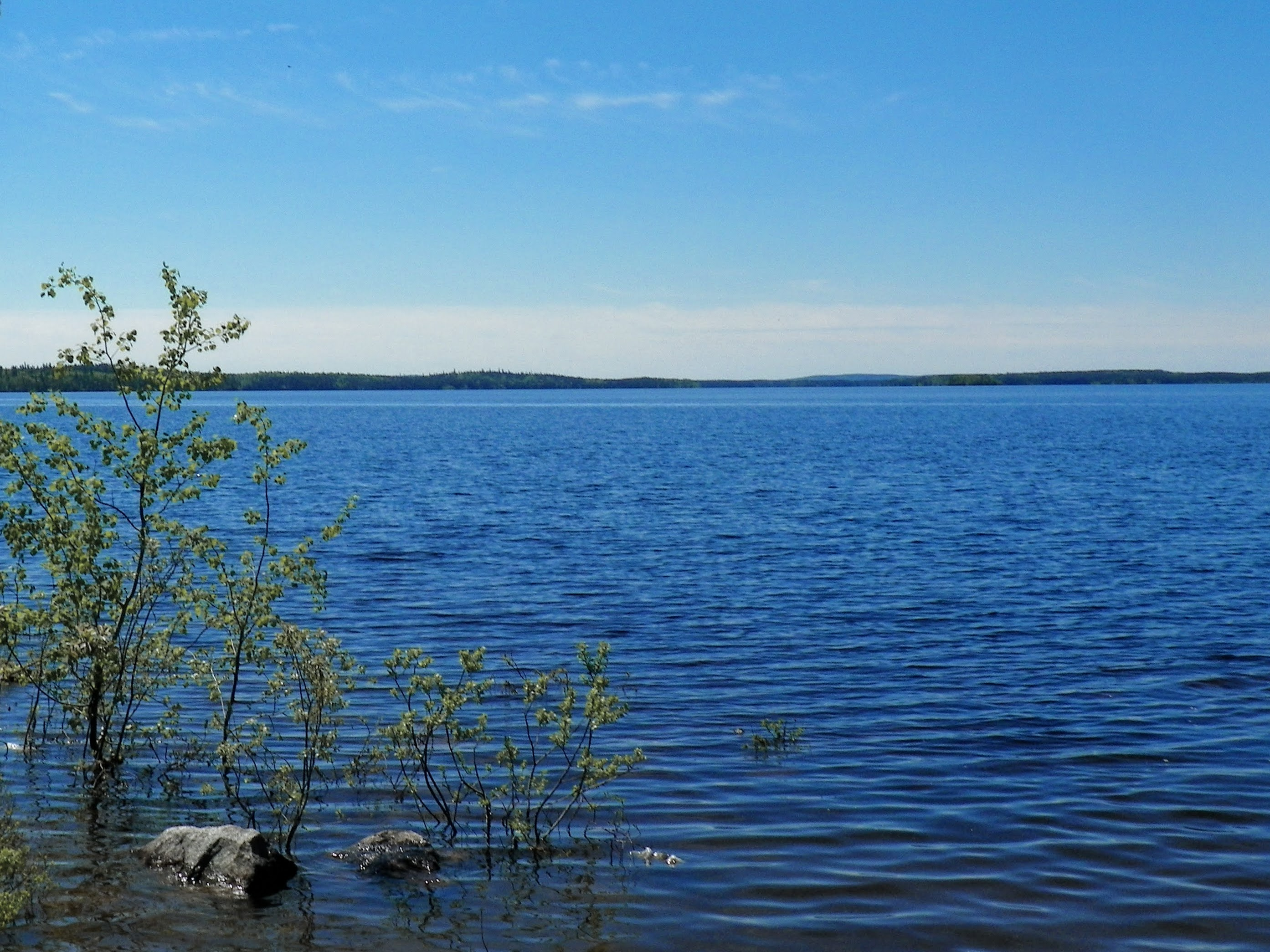
Le réservoir Gouin entoure la communauté.
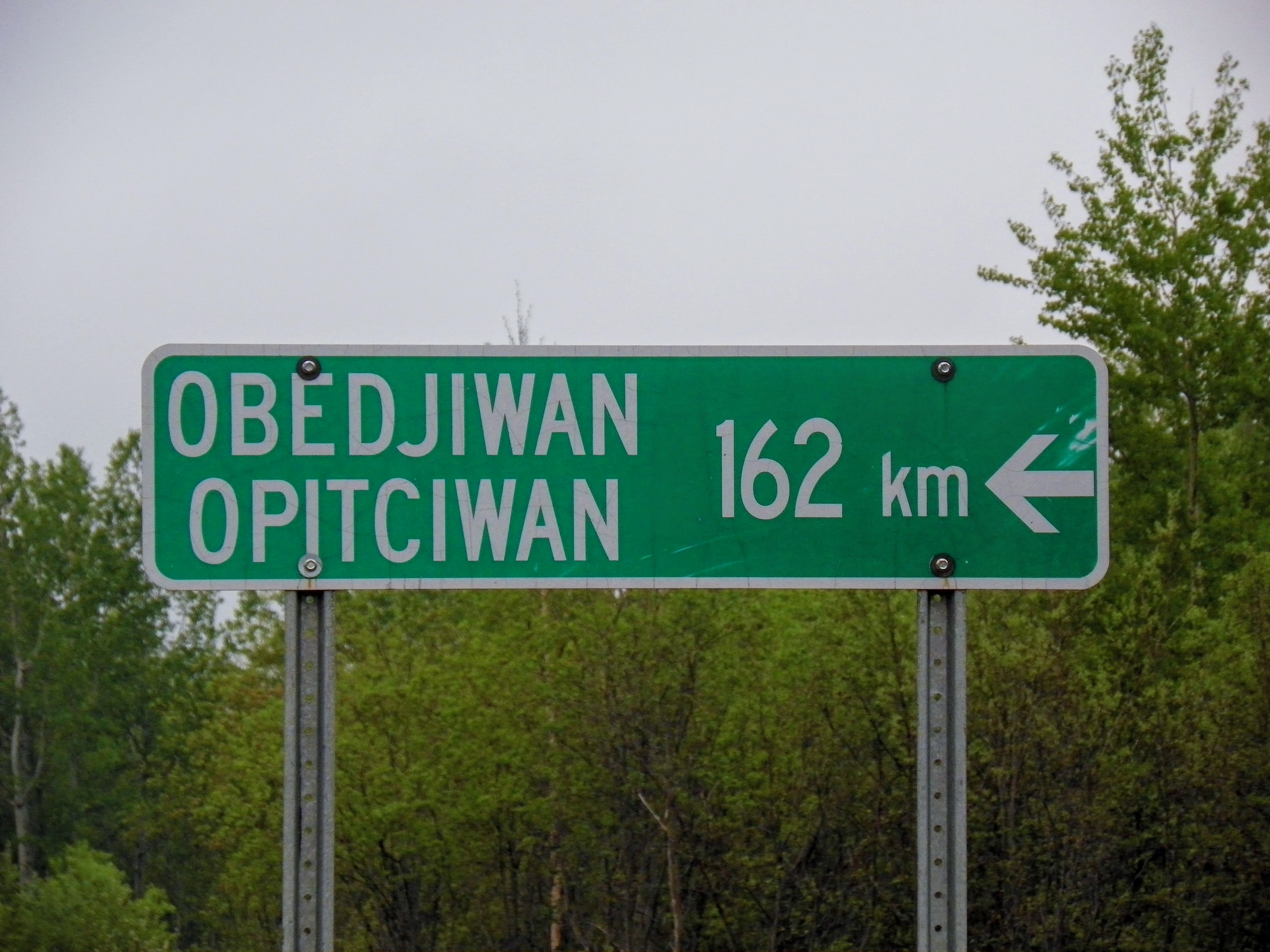
Signalisation routière bilingue français-atikamekw en route vers le village.